# شهرستان جونگپیئونگ
شهرستان جونگپیئونگ (به لاتین: Jeungpyeong County) یک منطقهٔ مسکونی در کره جنوبی است که در چونگچیونبوک-دو واقع شده‌است. شهرستان جونگپیئونگ ۸۱٫۸۴ کیلومتر مربع مساحت و ۳۱٬۲۷۶ نفر جمعیت دارد.